# Odozana incarnata
Odozana incarnata là một loài bướm đêm thuộc phân họ Arctiinae, họ Erebidae.